# Filosofia continentale
Con l'espressione filosofia continentale ci si riferisce generalmente ad una moltitudine di correnti filosofiche del XX secolo quali la psicoanalisi (in particolare Sigmund Freud), e il marxismo, la fenomenologia, l'esistenzialismo (in particolare Martin Heidegger), il post-strutturalismo e post-modernismo, decostruzionismo e la teoria critica come quella della scuola di Francoforte. Ci sono differenze talmente grandi tra queste scuole che sembra impossibile individuare una linea generale condivisa da tutte, che sarebbe la caratteristica principale della filosofia continentale.

## Descrizione
Le correnti continentali sono così chiamate perché si sono sviluppate soprattutto sul continente europeo, specialmente in Germania e Francia, mentre nel Regno Unito e negli Stati Uniti si è sviluppata la cosiddetta filosofia analitica.
La differenza principale tra le due correnti sarebbe che la filosofia analitica si basa su argomentazioni rigorose e logicamente coerenti, privilegiando la valutazione razionale e concentrandosi sui dettagli e problemi specifici, mentre la filosofia continentale si occupa di teorie generali, di concetti di più vasta portata (ad esempio, il senso della vita) e dei rapporti interpersonali (il rapporto con l'Altro, il ruolo dell'Uomo nella società), rifiutando un approccio quasi scientifico ai temi trattati e rifiutando la logica come struttura argomentativa generale.
Questa terminologia acquisì una certa popolarità dalla fine della seconda guerra mondiale, in particolare da quando venne pubblicata la Storia della filosofia occidentale di Bertrand Russell, che mirava a identificare quali correnti di pensiero avessero contribuito alla tragedia appena conclusa e che evidenziava i caratteri volontaristi e anti-liberali delle filosofie di Hegel, Rousseau e di altri influenti pensatori.
Recentemente, è stato messo in dubbio che vi siano effettivamente grandi differenze tra le due correnti. Si tratterebbe piuttosto di un'esagerazione che si concentra sulle posizioni estreme nei due campi. Ci sono, più plausibilmente, differenze di stile argomentativo: ove la filosofia analitica privilegia la coerenza logica e la precisione, i filosofi continentali preferiscono uno stile più ricco di metafore e figure retoriche immaginifiche.
Dal momento che l'origine della filosofia analitica è situata proprio sul continente, con Frege, Ludwig Wittgenstein, Rudolf Carnap, il positivismo logico del circolo di Vienna, l'empirismo logico di Berlino e la logica polacca, la distinzione geografica sembra non essere molto rilevante.